# Brigitte Holzinger
Brigitte Holzinger (* 1962 in Wien) ist eine österreichische Psychologin und Lehrtherapeutin für Integrative Gestalttherapie (IGWien) sowie Somnologin.

## Ausbildung und beruflicher Werdegang
Brigitte Holzinger hat in Wien Psychologie studiert und in Kalifornien (Stanford University) im Rahmen ihrer Dissertation mit einem Forschungsstipendium eine der ersten naturwissenschaftlichen Studien zur Psychophysiologie des Luziden Träumens unter der Leitung von Stephen LaBerge 1988 durchgeführt und absolvierte von 1996 bis 1998 einen 2-jährigen Forschungsaufenthalt am Konrad-Lorenz-Institut, Altenberg im Bereich 'evolutionäre Erkenntnistheorie'.
Die Ausbildung zur Psychotherapeutin für Integrative Gestalttherapie absolvierte sie am ÖAGP (Österreichischer Arbeitsgemeinschaft für Gestalttheoretische Psychotherapie), im ÖAGG (Österreichischer Arbeitskreis für Gruppentherapie und Gruppendynamik) und am Esalen-Institut in Kalifornien. Zudem qualifizierte sie sich als Somnologin bei der European Sleep Research Society (ESRS).
1989 gründete Holzinger das Wiener Institut für Bewusstseins- und Traumforschung (IBTF), ein Non-Profit-Verein für wissenschaftliches Arbeiten, das sich der wissenschaftlichen Erforschung von Träumen und Bewusstsein widmet. Zwei Jahre später war sie Mitbegründerin der Österreichischen Gesellschaft für Schlafmedizin (ÖGSM/ASRA).
2004 entwickelte sie „Schlafcoaching“, einen nicht-medikamentöser Ansatz zur Prävention und Bewältigung von Schlafproblemen und Schlafstörungen, insbesondere der Insomnie und der Albtraumstörung, und Begleitung medizinischer Behandlung von Schlafstörungen, ggf. auch als Hilfestellung zur Auffindung und Vermittlung passender schlafmedizinischer oder psychotherapeutischer Einrichtungen.

## Forschungsbeitrag
Als Obfrau des Instituts für Bewusstseins- und Traumforschung leitet Holzinger Forschungsprojekte, häufig in Zusammenarbeit mit universitären Institutionen wie der Medizinischen Universität Wien und der Universität Wien. Ihre Forschungsschwerpunkte umfassen Themen wie luzides Träumen, Schlaf/Schlafstörungen, Albträume/Albtraumbewältigung, Schlafcoaching und die Auswirkungen der SARS-CoV-2 und COVID-19-Pandemie und deren postvitalen Effekte auf Schlaf und Träume. Sie ist Mitglied der International Covid-Sleep-Study Collaboration (ICOSS).
Holzinger hat mehr als 100 peer-reviewte Publikationen veröffentlicht und verfügt über einen Hirsch-Index von 25. Zusätzlich hat sie zahlreiche Kapitel in internationalen Büchern im Bereich der Schlafmedizin, des Schlafcoachings, der Traumforschung und der Psychotherapie verfasst und mehrere Bücher zu den Themen Luzides Träumen, Träumen, Schlaf und Schlafcoaching, Albträume und Albtraumbewältigung veröffentlicht.

## Lehrtätigkeit und Engagement
Brigitte Holzinger leitet den Masterlehrgang „Schlafcoaching“ an der Medizinischen Universität Wien und ist als Vortragende, Beraterin und Trainerin in Unternehmen, Non-Profit-Organisationen und Rehabilitationseinrichtungen aktiv. Sie unterstützt dabei insbesondere die Themen Schlaf und Gesundheit am Arbeitsplatz, Schichtarbeit sowie Burnout-Prävention.
Holzinger ist Obfrau des IBTF und Vorstandsmitglied der Österreichischen Gesellschaft für Schlafmedizin. Sie hat zwei interdisziplinäre und internationale Symposien veranstaltet: „Traum und Bewusstsein“, 1998 sowie „REM50“, 2003.

## Publikationen und Medienauftritte
- Anleitung zum Träumen: Traumarbeit ist Teil der Schlafcoaching (Holzinger-Klösch)® Methodik. Brigitte Holzinger, 2020
- mit G. Klösch: Schlafstörungen: Psychologische Beratung und Schlafcoaching. Springer-Verlag, 2017
- Der luzide Traum: Betrachtungen über das Klarträumen als psychotherapeutische Technik und Prävention(pp. 363–374). Springer, Wien 1996
- mit G. Klösch: Schlafcoaching : wer wach sein will, muss schlafen. Goldegg-Verl., 2013